# 赤道畿內亞機場列表
以下是赤道畿內亞的機場列表。

## 列表
| 地點   | ICAO | IATA | 機場名稱   |
| ------ | ---- | ---- | ---------- |
| 巴塔   | FGBT | BSG  | 巴塔機場   |
| 馬拉博 | FGSL | SSG  | 馬拉博機場 |

## 備註
- (PDF). ICAO. 2006-01-12  [2009-04-11]. （原始内容存档 (PDF)于2007-09-26）.

## 外部連結
- 赤道畿內亞機場列表
  -  （页面存档备份，存于）
  -  （页面存档备份，存于）